# Пальм, Виктор Алексеевич
Виктор Алексеевич Пальм (эст. Viktor Palm; 17 сентября 1926, Тарту — 23 января 2010) — эстонский и советский учёный-химик, академик Академии наук Эстонской ССР (1987, член-корреспондент с 1978), заслуженный деятель науки Эстонской ССР (1982), народный депутат СССР.

## Биография
В 1947 года, демобилизовавшись из вооружённых сил, поступил в Таллинский технический университет. С 1948 года учился на химическом факультете в Ленинградском государственном университете, который окончил в 1952 году.
Преподавал в Тартуском государственном университете, с 1960 года — заведующий кафедрой органической химии; Доктор химических наук (1966), профессор (1968). Действительный член Академии наук Эстонской ССР (1987).
Один из создателей инициативной группы Народного фронта Эстонии.
В 1989—1991 годах — народный депутат СССР от Кейлаского национально-территориального избирательного округа № 464 Эстонской ССР, был членом Межрегиональной депутатской группы (МДГ), 30 июля 1989 года был избран сопредседателем МДГ; 22 декабря 1989 года подписал Заявление 153-х народных депутатов об объявлении МДГ парламентской оппозицией. Участник митинга 20 января 1991 года на Манежной площади, связанного с Вильюскими событиями.

## Научные публикации
- Пальм В. А. Основы количественной теории органических реакций. — Л.: Химия, 1977. — 360 с. — 8800 экз.
- Пальм В. А. Строение и реакционная способность органических соединений (количественные закономерности). // Успехи химии, 30, 1069 (1961)